# Emeryville
Emeryville – miasto w Stanach Zjednoczonych, w stanie Kalifornia, w hrabstwie Alameda. Według spisu ludności z roku 2010, w Emeryville mieszka 10 080 mieszkańców. W Emeryville swoje siedziby mają między innymi Pixar, Jamba Juice, Maxis, LeapFrog, Sendmail i MobiTV.